# Servatus Lupus
Servatus Lupus, vagy Ferrières-i Lupus (latinul: Lupus Ferrariensis, franciául: Loup de Ferrières), (805 körül – 862) középkori francia szerzetes, teológus, egyházi író.

## Élete, munkássága
A Ferrières-i kolostorban volt szerzetes, majd 840-től apát. Később a fuldai kolostorba ment teológiát tanulni, illetve Germániában meglátogatta Einhardot, és később neki ajánlotta A kereszt imádásáról című értekezését. Kiterjedt levelezése műveltségét mutatja, így például kölcsön-kérte Einhardtól Cicero De inventione rhetorica és De oratore című műveit, valamint Aulus Gellius Noctes Atticaeját. A De oratoréról készült másolata napjainkig fennmaradt, és tanulmányozható belőle Lupus szövegkritikai tevékenysége. Megvolt neki egy Cicero-leveleket tartalmazó kötet, amelyet 854-ben egy Ansbald nevű barátjától kölcsön kapott másik Cicero-levélgyűjteménnyel vetett össze. Tőle kérte el Cicero Aratosz-fordítását (Tullium in Arato). Egy másik levelezőtársától 856–858 körül Cicero In Verremjét, Sallustius Catilináját és Jugurtháját, illetve más, neki hiányzó műveket kér kölcsön. Levelezéséből tudunk arról is, hogy egy 859-ben elhunyt Probus nevű, ír származású, de Mainzban tevékenykedő pap szerint Cicero és Vergilius az üdvözültek közé kerültek, hiszen: „hogy az Úr ne hiába hullatta légyen a vérét, és ne semmiért szállott légyen alá a poklokra, legalábbis ha igazak a próféta szavai: »Ero mors tua, o mors; ero morsus tuus, inferne«” (Hóseás könyve, 13:14).

## Műveinek listája[1]
- Epistolae (levelek)
- Canones conciliae Vernensis
- Liber de tribus Quaestionibus
- Collectaneum de tribus Quaestionibus
- Vita sancti Maximini episcopi Trevirensis
- Vita sancti Wigberti abbatis Fritzlariensis
- Homiliae duae in solemnitate sancti Wigbert
- Hymni duo de solemnitate eiusdem